# Pig
Pig är den ursprungliga benämningen på ett tärningsspel som spelas med endast 1 tärning och som beskrevs för första gången 1945 i den amerikanske trollkonstnären John Scarnes bok Scarne on dice. I svenskspråkiga spelhandböcker har spelet fått olika namn: hasard, kasta gris och 100-spelet.
Spelets idé är att samla poäng genom att kasta tärningen flera gånger varje gång man är i tur och fortlöpande summera ögonsumman. Slår man en 1:a, förlorar man alla poäng man fått ihop under den aktuella omgången, och turen går vidare till nästa spelare. Så länge man inte slagit en 1:a kan man välja att avbryta kastandet, och man skriver då in i protokollet den poäng som samlats ihop under omgången.
Spelets vinnare är den spelare som först når summan 100 eller högre i protokollet. Om flera spelare når 100 eller mer i samma omgång, vinner den som har fått det högsta talet.